# Rhipsalis pilocarpa
Rhipsalis pilocarpa és una espècie de planta que pertany al gènere Rhipsalis de la família de les cactàcies.

## Descripció
Rhipsalis pilocarpa creix com un petit arbust epifític amb tiges inicialment verticals i posteriorment penjants. Les tiges són llargues, cilíndriques, que es multipliquen en braços, de fins a 4 cm de llarg per 0,6 cm de diàmetre. A la part superior es ramifiquen en verticils. Les costelles de 8 a 10 gairebé sempre pronunciades estan finament ratllades en sentit longitudinal i transversal. Les arèoles verdes, una mica llinoses, de vegades són de color porpra. D'aquestes sorgeixen de 3 a 10 espines grises a blanques, semblants a pèls.
Les flors fragants, blanques i terminals, apareixen soles o en parells i arriben un diàmetre de 2,5 a 4 centímetres. El seu pericarpi està cobert d'espines semblants a pèls.
Els fruits de color vermell vi, en forma de baia, són esfèrics i estan coberts d'espines en forma de pèls. Tenen una llargada i un diàmetre d'uns 12 mil·límetres. Els fruits contenen llavors negres bastant grans.

## Distribució

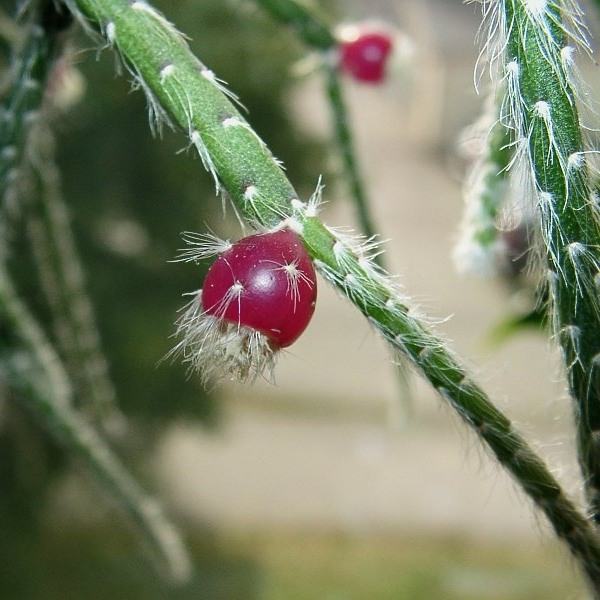
Fruit de Rhipsalis pilocarpa

Rhipsalis pilocarpa està estesa del nord-est al sud-est del Brasil, però és ben estrany trobar-la en estat silvestre.

## Cultiu
Convé que tingui ombra parcial. En torreta, disposar en substrat fibrós, ric i ben drenat. Li agrada la humitat ambiental. Cal que es regui sovint a l'estiu i no tant a l'hivern. El tipus d'adob que cal posar per a l'estiu és l'adob per a orquídies. Es multiplica per esqueix i no li agraden els corrents d'aire, sobretot a l'hivern.

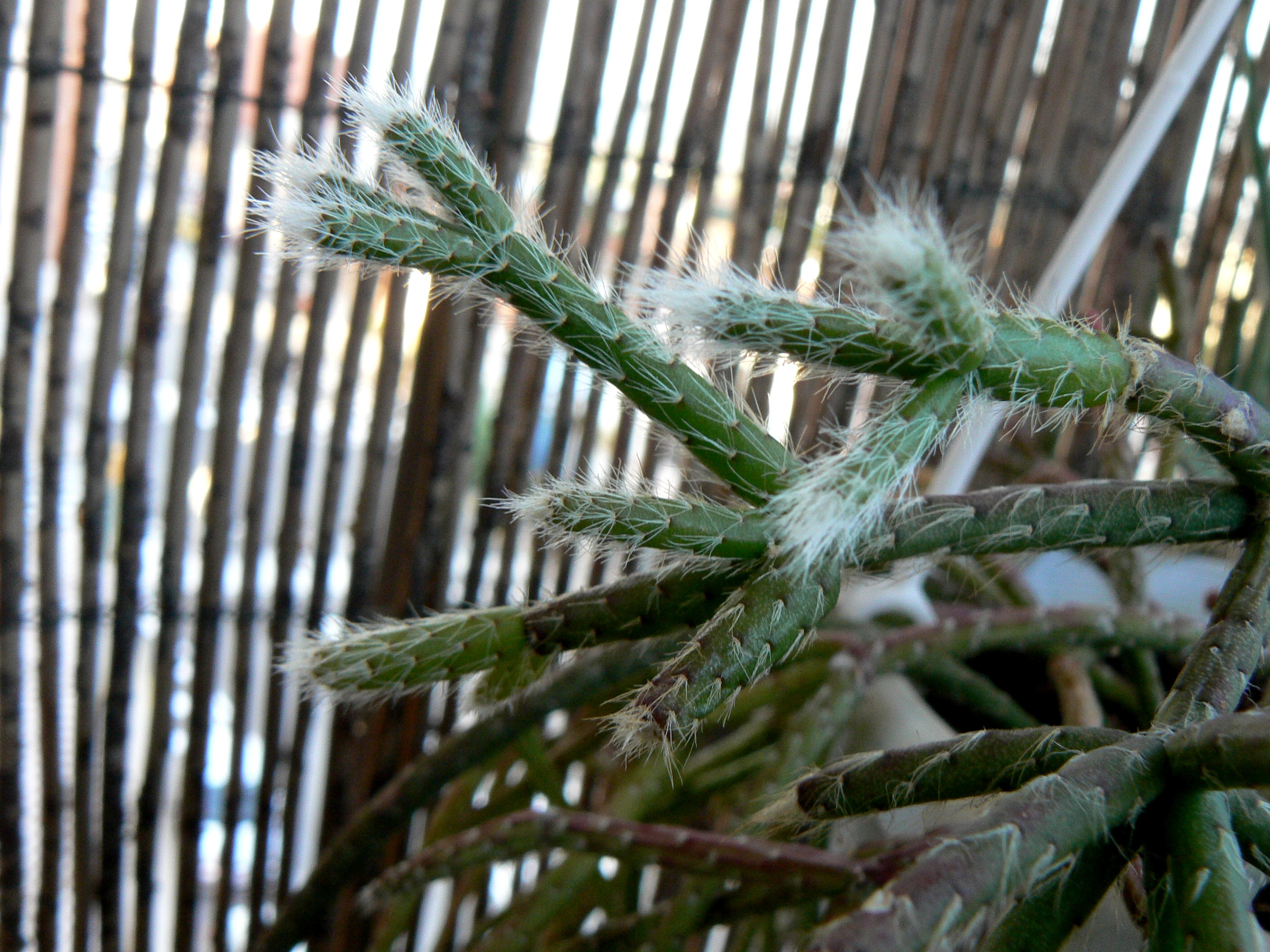
detall pilositats

## Taxonomia
Rhipsalis pilocarpa va ser descrita per Albert Loefgren i publicat a Monatsschrift für Kakteenkunde 13: 52. 1903.
Etimologia
Rhipsalis : epítet grec que significa "cistelleria"
pilocarpa : epítet llatí i grec que significa "fruit pilós".
Sinonímia
- Erythrorhipsalis pilocarpa (Loefgr.) A. Berger.